# Binyamin Gantz
Binyamin Gantz in ebraico בנימין "בני" גנץ‎?, detto Benny (Kfar Ahim, 9 giugno 1959), è un politico ed ex generale israeliano.
È stato, dal 14 febbraio 2011 al 16 febbraio 2015 capo di stato maggiore delle forze di difesa israeliane. Oggi, è un membro della Knesset.
Fondatore e presidente del partito ׳׳חוסן לישראל׳׳, pronunciato come ''Hosen LeIsrael'', in italiano Resilienza per Israele. Dopo, ha partecipato alla formazione dei partiti politici - Blu e Bianco e del Partito di Unità Nazionale. In precedenza, ha servito come vice primo ministro di Israele, ministro della difesa e presidente della Knesset.

## Biografia

### Carriera militare
Sua madre, Malka (1928-2009), era una sopravvissuta all'Olocausto, quando fu deportata nel campo di Bergen Belsen, originaria del villaggio ungherese di Mezőkovácsháza. Suo padre, Nahum (1926-2005), proveniva dalla cittadina rumena di Sovata, nella regione della Transilvania. Durante la seconda guerra mondiale, è sopravvissuto al ghetto di Dragomirești, ad Auschwitz, ad Harzungen e Woffleben, sottocampi di Buchenwald. Fu arrestato dalle autorità britanniche per aver tentato di entrare illegalmente nella Palestina mandataria a bordo della nave Arlozorov.
Nato nel villaggio di Kfar Ahim, in Israele, nel 1959, e figlio di una sopravvissuta al campo di concentramento di Bergen-Belsen, Gantz viene arruolato nelle forze di difesa israeliane (IDF) nel 1977 e reclutato, come volontario, nei paracadutisti. Nel 1979 ottiene i gradi di ufficiale. Durante la sua carriera, Gantz ha servito le IDF con diversi ruoli, fra i quali: comandante dell'Unità Shaldag dell'aviazione israeliana dal 1989 al 1992, comandante della divisione di riserva della brigata paracadutisti dal 1992 al 1994, comandante della divisione di Giudea e Samaria dal 1994 al 1995, comandante della brigata paracadutisti fra il 1995 e il 1997.
Fra il 1998 e il 1999 ottiene il grado di brigadiere generale (tat aluf, il terzo più alto nelle forze armate) e il comando della divisione della riserva del Comando settentrionale, passando poi al comando dell'unità in liaison con le forze libanesi.
Dopo avere ottenuto il grado di maggiore generale (il secondo più alto nelle forze armate israeliane), fra il 2000 e il 2002 comanda nuovamente la divisione di Giudea e Samaria durante la Seconda intifada. Dopo avere ottenuto altri importanti incarichi interni fra il 2007 e il 2009 viene inviato come attaché militare negli Stati Uniti.
Nel 2011 ottiene il grado di tenente generale (il più alto nelle forze armate) e viene nominato ramatkal delle IDF il 14 febbraio
Gantz ha conseguito anche diversi titoli accademici durante la sua carriera militare. Ha una laurea dell'IDF Command and Headquarters College and the National Security College, un bachelor in storia dell'Università di Tel Aviv, un master dell'Università di Haifa e un ulteriore master della National Defense University statunitense.

### Carriera politica
Nel dicembre del 2018 fonda il partito Resilienza per Israele che nel febbraio 2019 si allea con Telem e Yesh Atid dando vita a una nuova formazione politica chiamata Blu e Bianco (in ebraico: Kaḥol Lavan), i colori della bandiera nazionale israeliana, in vista delle elezioni parlamentari dell'aprile successivo. La formazione di Gantz si impone come secondo partito con il 26,31% dei voti, venendo battuta di stretta misura dal Likud del primo ministro uscente Benjamin Netanyahu, ma ottenendo 35 parlamentari, lo stesso numero di seggi del Likud.
Durante le consultazioni per la formazione di un nuovo governo, Benny Gantz riceve il sostegno di Blu e Bianco, Meretz e del Partito Laburista Israeliano ma l'incarico di formare il governo è conferito a Netanyahu che ha ricevuto più indicazioni. Dopo il fallimento del tentativo di Netanyahu, Blu e Bianco ha rivendicato a sé la possibilità di formare un nuovo governo e ha votato contro lo sciogliemento anticipato della Knesset, perdendo.
Alle elezioni del settembre del 2019 Blu e Bianco ottiene il 25,93% dei voti e 33 deputati. A seguito dei risultati delle elezioni del 2020 forma un governo di coalizione con il Likud. Il cofondatore di Blu e Bianco (Kakhol Lavan), Yair Lapid, denuncia il tradimento degli elettori del loro movimento da parte di Gantz.

## Vita privata
Sposato e con quattro figli, il quotidiano israeliano Israel HaYom ("Israele oggi") pubblicò nel marzo del 2010 la notizia secondo la quale Gantz si sarebbe illegalmente appropriato di un pezzo di terreno di proprietà pubblica che gli aveva consentito di ampliare il suo lotto di terreno. Gantz riconobbe i fatti ma si giustificò affermando che l'area in questione non era, e non sarebbe mai potuta essere, accessibile per un suo uso da parte del pubblico. Due mesi dopo il ponte, edificato per consentire il collegamento tra la vecchia e la nuova porzione di terreno, fu rimosso.
Nel febbraio del 2011, in seguito alla decisione del governo Netanyahu di promuovere Gantz capo di stato maggiore generale, il procuratore Avi'ad Vissuli del Forum for the Land of Israel chiese inutilmente che il provvedimento fosse ritirato in considerazione del precedente di appropriazione indebita di beni dello Stato da parte del generale.
Nel febbraio 2019 una donna israelo-statunitense accusò Gantz di averla molestata sessualmente quaranta anni prima, causandole un forte trauma psicologico. Gantz negò ogni accusa, affermando che quanto la donna aveva affermato non si era mai verificato e che le accuse erano state elevate per motivazioni politiche. Gantz querelò anzi la donna per diffamazione.